# Brème commune
Abramis brama
Pour les articles homonymes, voir Brême (homonymie) et Brème (homonymie).
Espèce
Statut de conservation UICN

 LC  : Préoccupation mineure
La Brème commune (Abramis brama) est une espèce eurasiatique de poissons d'eau douce téléostéen de la famille des Cyprinidae et qui vit dans les eaux lentes et profondes.

## Origine du nom
Du francique brahsima[réf. nécessaire].

## Description

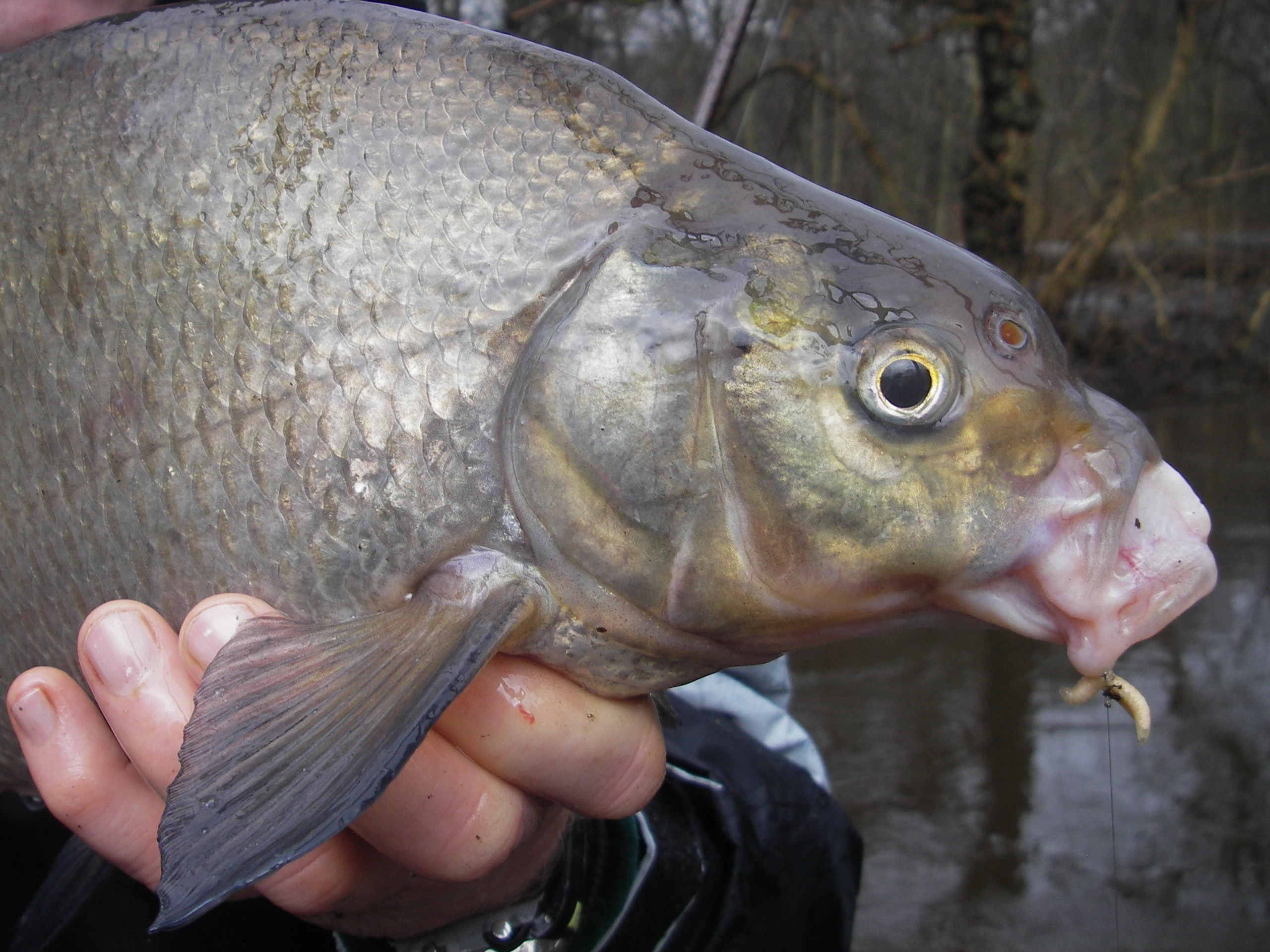
À la différence de la brème bordelière, la brème commune a une bouche protractile, qui lui permet notamment de manger des moules d'eau douce.

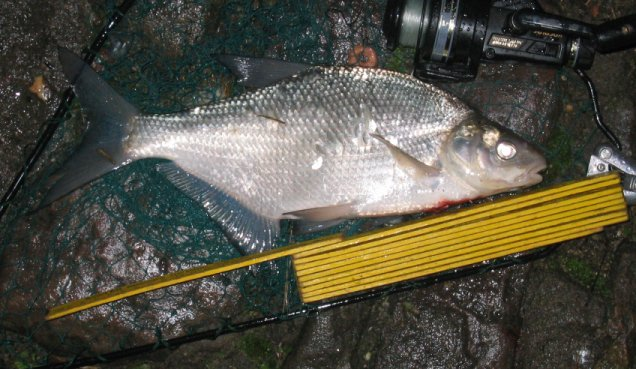
Brème commune mesurée lors d'une pêche.

La brème commune a un corps caractéristique, élevé et plat (on la surnomme parfois plateau). Sa nageoire anale est très longue et la nageoire caudale fortement échancrée, avec un lobe inférieur un peu plus long que le supérieur. La nageoire dorsale a ses trois premiers rayons épineux, de même pour la nageoire anale.
La tête, petite se termine par une bouche protractile sans barbillon (se dépliant vers l'avant), ce qui la différencie de la brème bordelière. L'œil est plutôt petit.
Les flancs sont couleur bronze plutôt qu'argenté (alors que la Brème bordelière est plus argentée). Le dos gris-vert présente des reflets, le ventre est gris brunâtre, les nageoires grises à noires foncées et parfois nuancées de violet. La jeune brème se distingue de l'adulte par sa couleur argentée (silver) et elle diffère d'autres Cyprinidés (comme les gardons ou rotengles) par un corps plus plat et une bouche orientée vers le bas.
Les adultes mesurent le plus souvent de 30 à 40 cm pour un poids de 0,5 à 2 kg les grands individus atteignent parfois 75 cm tandis que les records tournent autour de 90 cm pour environ 9 kg. Sa couleur est vert bronze, avec des flancs gris et un ventre blanc.
On dénombre plus de dix écailles entre la ligne latérale et l’insertion de la nageoire dorsale.

## Durée de vie
Ce poisson a une durée de vie moyenne de 20 à 25 ans[réf. nécessaire].

## Habitat
La brème commune vit dans les eaux calmes aux fonds vaseux et limoneux, des cours d'eau larges et lents, dans les canaux, les lacs et les étangs.

## Mode de vie, écologie
C'est un poisson grégaire (qui vit en groupe) et qui comme la carpe peut jouer un rôle dans le mélange des couches d'eau et la remise en suspension de particules du sédiment ; en fouillant la vase, les brèmes remettent en suspension des particules sédimentées (effet qui augmente linéairement avec la biomasse de poissons benthivores) ; provoquant une augmentation de la turbidité (facilement mesurable à l'aide du disque de Secchi), avec une augmentation de 46 g de sédiment par mètre carré de plan d'eau et par jour pour une biomasse de brèmes de 100 kg/ha de plan d'eau. Aucune relation n'a été trouvée entre la taille des poissons et l'importance de la remise en suspension, mais l'effet de la brème était deux fois plus important que celui de la carpe. L'alimentation benthivore a diminué à partir du mois de mai en raison de l'apparition d'aliments de substitution (zooplancton). Cette remise en suspension augmente la densité de la masse d'eau en chlorophylle. On a constaté une augmentation du phosphore et des nitrates dans l'eau corrélée à la biomasse de brèmes, mais pas des orthophosphate.

## Alimentation, croissance, santé et parasitoses
Ce benthivore se nourrit principalement en filtrant efficacement les sédiments qu'il met en suspension ; grâce à la structure de son filtre branchial. Ce filtre est muni de « crêtes transverses » formées par un pont charnu positionné entre la partie centrale de l'arc branchial et les parties osseuses de ses branchicténies et situées à la face supérieure des arcs branchiaux. Ces crêtes forment un réseau de canaux aptes à retenir les particules de nourriture. En bordure latérale de l'arc branchial, des muscles sont liés aux branchicténies permettant un mouvement de l'élément racleur osseux latéral. En présence de particules très fines (diamètre moindre que celui du canal), le mouvement de ces branchicténies semble pouvoir ajuster le filtre en réduisant le diamètre du canal opposé, permettant à la brème d'ajuster ce filtre à la taille du plancton présent
Il semble relativement opportuniste, se nourrissant de petits mollusques, larves d'insectes, vers, et débris de végétaux et de zooplancton (Cladocera et Copepoda) du printemps à l'automne, c'est un poisson fouilleur. Sa bouche protractile permet aux alevins et jeunes brèmes, par rapport aux gardons de mieux capturer des proies telles que les copépodes (plus difficiles à attraper que les daphnies). Dans leur milieu naturel brème et gardon sont en compétition pour les daphnies et copépodes. Le tube des jeunes brèmes contient plus de copépodes que celui des gardons, mais avec des variations liées au moment et lieu du butinage alimentaire.
Il a été montré dans le lac Tjeukemeer (aux Pays-Bas) que le « compartimentage des ressources alimentaires » entre brèmes (Abramis brama) et l'anguille européenne (Anguilla anguilla) est fortement lié aux variations d'abondance des daphnies (Daphnia hyalina) et des larves de chironomidés, leurs principales proies. La niche écologique de ces deux poissons varie selon le nombre de jeunes poissons planctonivores, en particulier l'éperlan (Osmerus eperlanus) ; si ce dernier est abondant, les populations de daphnies sont composées d'individus plus petits et la brème, qui était planctonivore s'adapte en devenant benthivore, mais avec une détérioration de santé (gonades mal développées). Alors que dans les mêmes circonstances, l'anguille s'adapte en remplaçant son alimentation en pupes de chironomidés et en mollusques par un régime composé totalement de poissons (les chercheurs ont noté que la santé des anguilles de moins de 35 cm se détériore quand la population de chironomidés diminue (en nombre et en biomasse). Inversement, quand le recrutement de poissons planctivores est faible, les daphnies D. hyalina sont plus grosses et le régime alimentaire et la santé des brèmes et anguille changée à nouveau. Dans ce cas (lac Tjeukemeer), le régime hydrologique modifie périodiquement et fortement la taille du stock de jeunes poissons planctivores (surtout par l'immigration de larves d'éperlan allochtones) bien que la biomasse des populations de brème et d'anguille soit relativement stable.
Comme tous les poissons qui se nourrissent dans la vase ou les sédiments, même dans des sites jugés relativement faiblement pollués, il peut se contaminer en ingérant divers polluants (polluants organiques persistants, métaux lourds, métalloïdes...), qu'il peut bioaccumuler dans certains organes ou tissus. Une étude faite dans le bassin ouest du lac Balaton (Hongrie) d'octobre 1999 à mai 2000 a relevé des concentrations moyennes de métal pour différents organes variant dans les fourchettes suivantes : de 0,42 à 2,10 pour le cadmium ; 1,77 à 56,2 pour le cuivre ; 0,01 à 0,19 pour le mercure ; 0,44 à 3,24 pour le plomb ; 10,9 pour le zinc (poids sec). 
Le Cd, Cu, Pb et Zn étaient plus concentrés dans le foie ou les branchies alors que le mercure (Hg) était principalement concentré dans le muscle. Dans le foie, le cadmium, cuivre et mercure présentaient des associations positives liées à l'âge et à la taille du poisson ; de même pour la charge en mercure qui augmente avec la taille et l'âge pour les trois organes étudiés. Dans les muscles et les branchies, les taux de plomb et zinc augmentent similairement aux concentrations mesurées dans le foie mais les associations liées à l'âge et à la taille ont été négatives. Des variations saisonnières de la charge en métaux lourds existent, attribuables aux changements d'alimentation plus qu'à des variations de la pollution de leur environnement. 
Les brèmes grandissent moins vite quand leur teneur en métaux lourds augmente.
 On trouve des brèmes polluées dans des eaux ne contenant que très peu de métaux lourds, ce qui laisse penser que leur charge en éléments traces métalliques reflète celle de leur nourriture et du sédiments bien plus que celle de l'eau ambiante.
La peau ou les branchies de cet animal peuvent être colonisées par quelques parasites notamment du genre Caryophyllaeus, Ergasilus ou Dactylogyrus.

## Reproduction

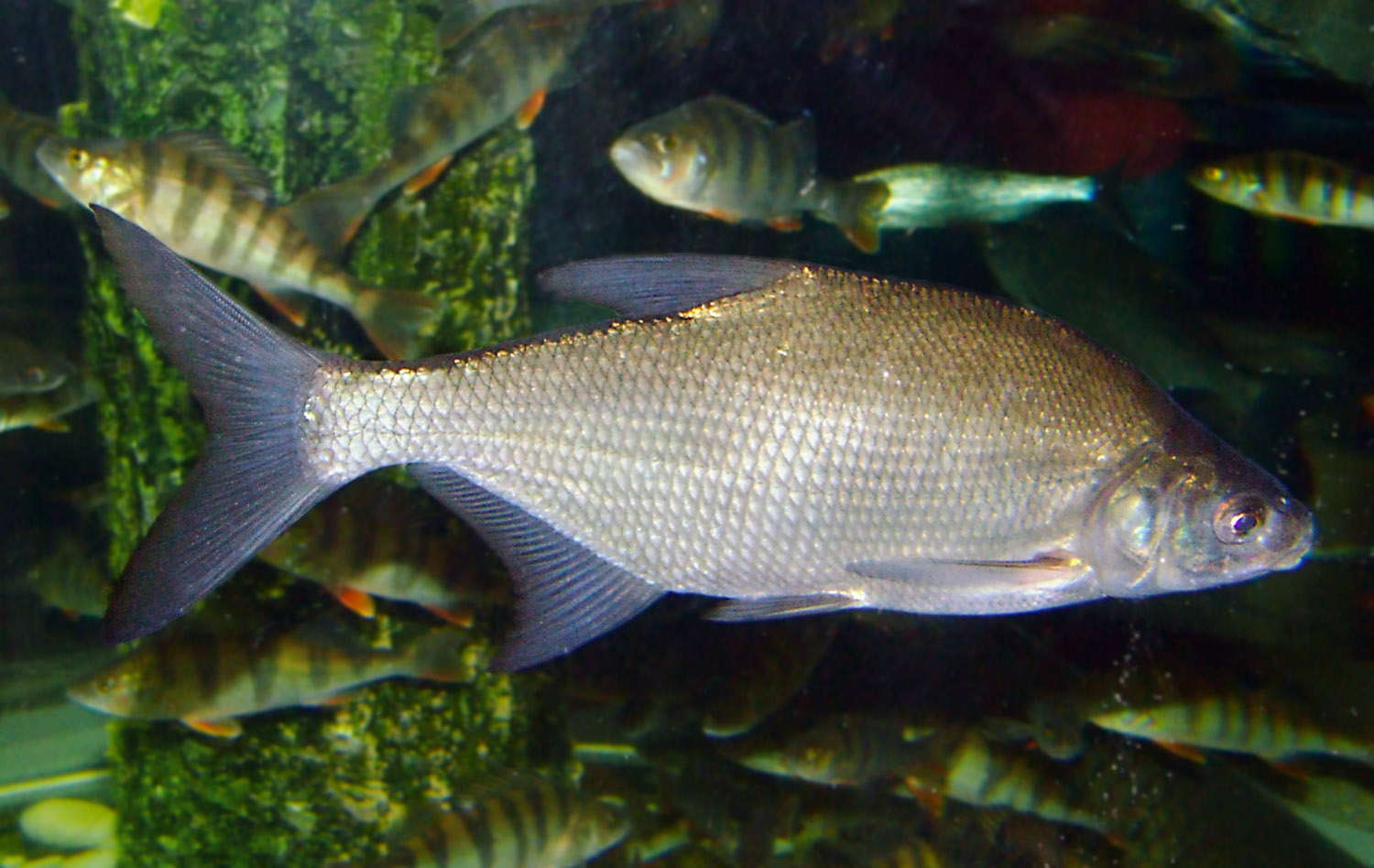
Brème commune.

En mai et juin dans une eau à 17 °C, chaque femelle pond entre 50 000 et 60 000 œufs. Le développement embryonnaire est partiellement sous contrôle de la température de l'eau,, de même que celui de la jeune brème.
Il arrive que la brème s'hybride avec le gardon ou la brème bordelière. L'hybridation du gardon et de la brème donne un poisson au nombre de rayons différent sur la nageoire anale :
- brème 	: 23 à 29 ;
- gardon : 8 à 12 ;
- hybride : 14 à 19[16].

Les hybrides ne sont pas fertiles.

## État des populations, pressions, menaces
C'est une espèce qui peut être victime de nombreux polluants accumulés par le sédiment ou bioconcentrés par ses proies, dont des pesticides neurotoxiques (organophosphorés par exemple) ou des perturbateurs endocriniens.

## Intérêt halieutique

### Intérêt halieutique professionnel et de subsistance
Poisson d'intérêt économique vivrier dans bon nombre de pays européens (Autriche, Pologne, Pays de l'Est, etc.).

### Intérêt halieutique de loisir
Son intérêt réside dans le fait que c'est un poisson facile à capturer et de bonne taille.

## Intérêt culinaire
De goût fade, sa chair renferme de nombreuses arêtes. Absente de la cuisine contemporaine, la brème comme la plupart des poissons étaient consommés au Moyen Âge. Les « Enseingnemenz qui enseingnent a appareillier toutes manières de viandes », un ensemble de recettes écrites par un auteur anonyme du début du XIVe siècle à Paris, proposent un assaisonnement au verjus, un jus acide extrait des raisins n'ayant pas mûri utilisé pour déglacer les sauces.

## Dénominations
Ce poisson porte de nombreux noms, plus ou moins locaux ou régionaux, dont : brama, brame, brème carpée, brémo, breume, daoradou, daourado d'aou, dorée, grande brème, hariot, hazelin, omblais, plaquette (jeunes brème), plaquette, plateau.

## Systématique
Le nom valide complet (avec auteur) de ce taxon est Abramis brama (Linnaeus, 1758).
L'espèce a été initialement classée dans le genre Cyprinus sous le protonyme Cyprinus brama Linnaeus, 1758.
Abramis brama a pour synonymes :
- Abramis brama bergi Grib & Vernidub, 1935
- Abramis brama danubii Pavlov, 1956
- Abramis brama orientalis Berg, 1949
- Abramis brama sinegorensis Lukash, 1925
- Abramis argyreus Valenciennes, 1844
- Abramis gehini Blanchard, 1866
- Abramis media Koch, 1840
- Abramis melaenus Agassiz, 1835
- Abramis microlepidotus Valenciennes, 1844
- Abramis vetula Heckel, 1836
- Abramis vulgaris Mauduyt, 1849
- Cyprinus brama Linnaeus, 1758